# Skowhegan

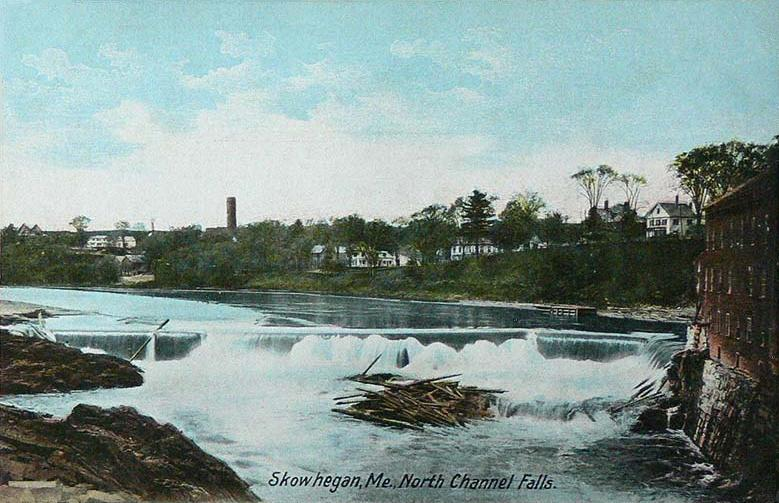
Cascada Skowhegan în 1908

Skowhegan este un oraș și în același timp capitala Comitatului Somerset, din statul federal Maine, SUA. La recensământul din 2010, orașul avea o populație de 8.589 locuitori cu o densitate de 56,2 loc. pe km².

## Date geografice
Orașul se întinde pe o lungime de câțiva kilometri, la o altitudine de 60 m, pe ambele maluri a râului Kennebec River în apropiere de cascada Skowhegan. Cursul torențial al râului este în prezent îmblânzit de existența unui baraj de hidrocentrală. Skowhegan ocupă o suprafață de 156,9 km², din care ca. 4 km² este ocupat de apă.

## Istoric
Regiunea în trecut era locuită de indienii din tribul Abenaki, care toamna și primăvara pescuiau în apropierea cascadei. La 30 aprilie 1772 sosesc primii coloniști albi, printre ei se numără familia lui Joseph Weston. În 1773 exista deja o așezare pe malul de nord al râului. La data de 29 septembrie 1775 sosesc pe vale trupe americane sub conducerea colonelului Benedict Arnold, care urcă mai departe pe cursul lui Kennebec. O tablă comemorativă de bronz amintește evenimentul trecătorilor.

## Date culturale și turistice
În oraș exită din anul 1839 un muzeu (Skowhegan History House).
În Skowhegan, apare zilnic cotidianul Somerset Gazette. 
Orașul are din anul 1952 un spital (Redington-Fairview General Hospital), cu 65 de paturi. În centrul orașului se află o sculptură de 20 m înățime, a unui ameroindian, ea este opera lui Bernard Langlais.
1. 1 2 3  Maine: An Encyclopedia, accesat în 27 decembrie 2021